# Mauléon
Mauléon è un comune francese di 8 383 abitanti situato nel dipartimento delle Deux-Sèvres nella regione della Nuova Aquitania.
Il 15 febbraio 1965, i comuni di Saint-Jouin-sous-Châtillon e di Châtillon-sur-Sèvre si unirono e divennero, con Mauléon, un solo comune che mantenne il nome di Mauléon. Per decreto prefettizio del 21 novembre 1972, con effetto dal 1º gennaio 1973, Saint-Amand-sur-Sèvre, La Chapelle-Largeau, Loublande, Moulins, Rorthais, Saint-Aubin-de-Baubigné e Le Temple si fusero con il comune di Mauléon. Saint-Amand-sur-Sèvre ridivenne indipendente il 1º gennaio 1992 (decreto prefettizio del 16 dicembre 1991).

## Amministrazione

### Gemellaggi
- Kirkel

## Società

### Evoluzione demografica
Abitanti censiti